# Джузеппе Аонцо
Джузеппе Аонцо (італ. Giuseppe Aonzo, 24 травня 1887, Савона — 1 січня 1954, Савона) — італійський військовик, учасник Першої світової війни, нагороджений Золотою медаллю «За військову доблесть».

## Біографія
Джузеппе Аонцо народився 24 травня 1887 року в Савоні. З юності вирішив стати моряком, плавав на торгових кораблях. Протягом 1907-1908 років проходив службу у військово-морському флоті.
З початком Першої світової війни знову вступив на військову службу до флоту, незабаром отримав звання гардемарина.
Ніс службу у складі 15-го загону MAS.
10 червня 1918 року під керівництвом капітана III рангу Луїджі Ріццо брав участь в атаці на Премуду, під час якої був потоплений австро-угорський лінкор «Сент Іштван», за що був нагороджений Золотою медаллю «За військову доблесть».
Також за військові заслуги отримав звання молодшого лейтенанта.
Після закінчення війни повернувся до Савони і продовжив службу в торговому флоті.
Помер у Савоні 1 січня 1954 року.

## Нагороди

### Італійські
- Золота медаль «За військову доблесть»
- Присвоєне звання молодшого лейтенанта за військові заслуги
- Пам'ятна медаль Італо-австрійської війни 1915—1918
- Пам'ятна медаль на честь об'єднання Італії
- Медаль Перемоги

### Іноземні
- Кавалер Ордена Почесного легіону (Франція)
- Кавалер Орден Святого Михайла і Святого Георгія (Велика Британія)
- Військовий хрест (Франція)